# Myrto Uzuni
 (septembre 2020).
Si vous disposez d'ouvrages ou d'articles de référence ou si vous connaissez des sites web de qualité traitant du thème abordé ici, merci de compléter l'article en donnant les références utiles à sa vérifiabilité et en les liant à la section « Notes et références ».
Myrto Uzuni, né le 31 mai 1995 à Berat en Albanie, est un footballeur international albanais qui joue au poste d'attaquant à l'Austin FC en MLS.

## Biographie

### En club
Formé à Tomori Berat, il fait ses débuts en équipe première le 24 octobre 2013, en Coupe d'Albanie, contre le KS Pogradec en entrant en jeu à la 53e minute à la place de Fatjon Lajthia. Lors du match retour, il figure parmi les 11 titulaires et il marque son premier but avec les pro dès la deuxième minute, avant d'en marquer un second à la 71e. Son équipe gagne l'emporte 3-2. Le 14 décembre 2013, il apparaît pour la première fois en deuxième division contre le KF Veleçiku (en) (victoire 0-1 à l'extérieur) en entrant en jeu à la mi temps, à la place de Salvador Gjonaj (en).
En janvier 2015, il rejoint l'Apolonia Fier.
Le 17 août 2017, il signe en faveur du KF Laç. Le même jour, il joue et marque dans une rencontre amicale face à Iliria Fushë-Krujë (2-2). Il joue son premier match en championnat le 10 septembre 2017, contre le Partizani Tirana. Il marque son premier but le 21 octobre 2017 lors d'une victoire 3-0 contre le KS Lushnjë. 
Le 12 juillet 2018, il joue son premier match en Ligue Europa face aux Chypriotes d'Anórthosis Famagouste. Il joue les 90 minutes et son équipe perd 2-1. Lors du match retour, il inscrit un but à la 89e minute qui permet au KF Laç de passer au tour suivant (victoire 1-0). 
Le 3 septembre 2018, il s'engage avec le Lokomotiva Zagreb. Il débute le 16 septembre contre le Slaven Belupo.

### En sélection
Avec les espoirs, il inscrit un but en mai 2016, lors d'une rencontre amicale face à la Tchéquie.
Le 10 octobre 2018, il reçoit sa première sélection en équipe d'Albanie, lors d'une rencontre amicale face à la Jordanie, où il joue la seconde mi-temps (score : 0-0). Le 11 juin 2019, il délivre sa première passe décisive, face à la Moldavie. Ce match gagné 2-0 rentre dans le cadre des éliminatoires de l'Euro 2020.

## Palmarès
- Vice-champion de Croatie en 2020 avec le Lokomotiva Zagreb
- Finaliste de la Coupe d'Albanie en 2018 avec le KF Laç
- Finaliste de la Supercoupe d'Albanie en 2018 avec le KF Laç